# Ортогональність (хімія)
Ортогональність (англ. orthogonality)
1. В обчислювальній хімії — перпендикулярність векторів.
2. У квантовій хімії — властивість орбіталей А та В з власними функціями ψА та ψВ, для яких виконується рівняння
{\displaystyle \int \limits _{-\infty }^{\infty }\psi _{A}\psi _{B}d\tau =0},
де {\displaystyle \tau } — узагальнені координати, а інтегрування здійснюється при їх зміні від {\displaystyle -\infty } до {\displaystyle +\infty }.
Такі орбіталі не перетинаються у просторі. Термін використовується для опису р-орбіталей та π-зв'язків, які лежать у взаємно перпендикулярних площинах, пр., в алкінах, нітрилах, аленах.
3. У комбінаторній хімії: 
а) здатність захисної групи або лінкера бути усуненими, модифікованими або розщепленими без порушення інших;
б) спосіб створення пулів, коли бібліотечні члени вводяться в більше, ніж один пул і змішуються з різними наборами інших членів у кожному пулі, знайдений при цьому хіт перебуватиме в двох або більше активних пулах, що мають лиш один спільний член.